# Nguyễn Cao Kỳ
Nguyễn Cao Kỳ (Son Tay, 8 settembre 1930 – Kuala Lumpur, 23 luglio 2011) è stato un generale e politico vietnamita.
Ufficiale dell'aviazione militare, divenne il Primo Ministro del Vietnam del Sud dal 1965 al 1967, dopo un ennesimo colpo di Stato e in seguito ne divenne Vicepresidente fino al 1971.

## Biografia
La rapida e precoce carriera di Nguyen Cao Ky mostra subito la sua ambizione. Dopo essere stato addestrato al combattimento aereo dai Francesi, ritorna in Vietnam nel 1954 e guida varie missioni aeree nel Vietnam del Sud. Sotto il regime di Dương Văn Minh viene promosso al grado di maresciallo/generale.

### Colpo di Stato
Nel 1963 prende parte al colpo di Stato che porta alla deposizione di Ngô Đình Diệm.
Nel 1964 diventa leader del movimento di giovani ufficiali chiamati Giovani Turchi.

### Presidenza
Durante il suo periodo di presidenza, diviene famoso per i suoi modi stravaganti e per il comportamento esuberante e arrogante che preoccuparono gli alleati statunitensi del Vietnam del Sud e causarono estrema irritazione nel popolo sudvietnamita. 
Dal 1965 al 1967 fu alla guida di una giunta militare nella carica di Primo Ministro.

### Crisi buddista
Nel 1966 Ky decise di togliere il Generale Nguyễn Chanh Thi, un altro ufficiale della giunta considerato il suo più grande rivale, da un ruolo di comando. Questo provocò grandi disordini, in particolare nel Vietnam del Sud, dove alcune unità alleate agli attivisti buddisti sostenevano Thi. Tre mesi di grandi manifestazioni e sommosse paralizzarono parti del paese, e dopo molte manovre e alcune battaglie militari, le forze di Ky finalmente domarono la cosiddetta crisi buddista del Vietnam. Il generale Thi fu esiliato.
Dal 1967 al 1971 diventò vicepresidente di Nguyễn Văn Thiệu. 
Nelle elezioni presidenziali del 1971 pensò di presentarsi come candidato, ma alla fine decide di ritirarsi dalla politica. Nel 1975 venne richiamato nell'Esercito del Vietnam del Sud (ARVN - Army of Viet Nam - nella terminologia americana) nell'estremo tentativo di resistere alla travolgente avanzata dell'Esercito Popolare del Vietnam del Nord e delle ricostruite forze Vietcong. Vari leader militari pensavano di proporre Ky come Primo Ministro, ma il Presidente Nguyễn Văn Thiệu, diffidente nei suoi confronti, rifiutò questa richiesta.

### Vita in esilio
Dopo la caduta di Saigon Ky ha deciso di vivere negli Stati Uniti d'America, dove ha gestito un negozio di liquori: nel 2004 tornò in Vietnam; è stata la prima visita di un ex-dirigente del Vietnam del Sud dopo l'unificazione e ha deciso di vivere permanentemente in Vietnam.
Ky è rimasto celebre per la sua estroversa e colorita personalità: inoltre era solito indossare una sciarpa color porpora e raramente è stato visto senza sigarette. Ky si è sposato tre volte e ha avuto sei figli.